# Defekt mase
Defekt mase ili gubitak mase je gubitak mase prilikom prelaska sustava u niže energetsko stanje zbog emisije energije iz sustava. Defekt mase u skladu je s Einsteinovim zakonom o ekvivalentnosti mase i energije (1905.): 
{\displaystyle E=m\cdot c^{2}}
pri čemu je:
- E = energija jednakovrijedna (ekvivalentna) masi (u džulima)
- m = masa (u kilogramima), i
- c = brzina svjetlosti u vakuumu (u metrima po sekundi).

Iako je defekt mase općenita pojava kod svih izmjena energije, tim se pojmom obično označuje manjak mase atoma prema ukupnoj masi u njemu sadržanih nezavisnih protona, neutrona i elektrona; taj manjak potječe od gubitka energije potrebne za međusobno vezanje nukleona u atomskoj jezgri, a iznosi približno do 1% mase atoma. Kako je nuklearna energija vezanja po jednom nukleonu različita za pojedine jezgre, pri pretvorbi kemijskih elemenata potrebno je dovesti energiju izvana, ali i osloboditi energiju iz jezgre, ovisno o vrsti atoma. Energija vezanja po nukleonu raste, uz kolebanja, od deuterija do jezgara relativne atomske mase oko 60, a zatim dalje opada kod težih elemenata. Zbog toga je moguće dobiti energiju pri razbijanju najtežih elemenata (nuklearna fisija), a također i pri spajanju najlakših elemenata (nuklearna fuzija). Budući da je defekt mase posljedica emisije energije iz sustava, povratak u početno stanje moguć je samo ako sustav apsorbira istu količinu energije. 
Na primjer relativna atomska masa deuterija (2,01410 u ili unificirane jedinice atomske mase) manja je od zbroja masa protona (1,00728 u), neutrona (1,00866 u) i elektrona (0,00055 u) za 0,00238 u. Kako je (prema Einsteinovoj jednadžbi) unificirana atomska jedinica mase jednakovrijedna (ekvivalentna) 931,16 MeV, prilikom vezanja sporih neutrona s vodikom u deuterij emitira se u obliku gama zračenja energija od 2,225 MeV (= 0,00239 × 931,16 MeV). Mjerenja na obrnutom procesu, apsorpciji gama zračenja u deuteriju, pokazuju da se i za razbijanje deuterija utroši 2,225 MeV od apsorbirane energije. Iste pojave u zamršenijem obliku postoje i u složenijim atomima.